# Ikupasuj
Ikupasuj (jap. イクパスイ ikupasui, iku-pasui) – narzędzie w postaci deszczułki (szerokiej szpatułki), stosowane przez Ajnów podczas jedzenia i picia. Są to pałeczki modlitewne, dzięki którym mężczyźni komunikują się z bogami. Najważniejsze narzędzia rytualne, służące do wysyłania modlitw do bogów. We wczesnej literaturze na temat kultury ajnoskiej były określane błędnie jako „podnośnik wąsów”. Wzór-rzeźba na ikupasui identyfikuje czciciela. Mężczyźni ajnoscy posiadają obfity zarost i kiedy się modlą, trzymając tuki (tsuki, czarki, miseczki), kładą na nich ikupasui, a następnie piją sake (także piwo z prosa). Kiedy wysyłają modlitwę, zanurzają deszczułki w sake i spryskują przedmiot czci, np. w czasie ceremonii iyomante. Współcześni ludzie, starsi i niektórzy młodzi nadal używają ikupasui, aby wysyłać modlitwy do bogów.

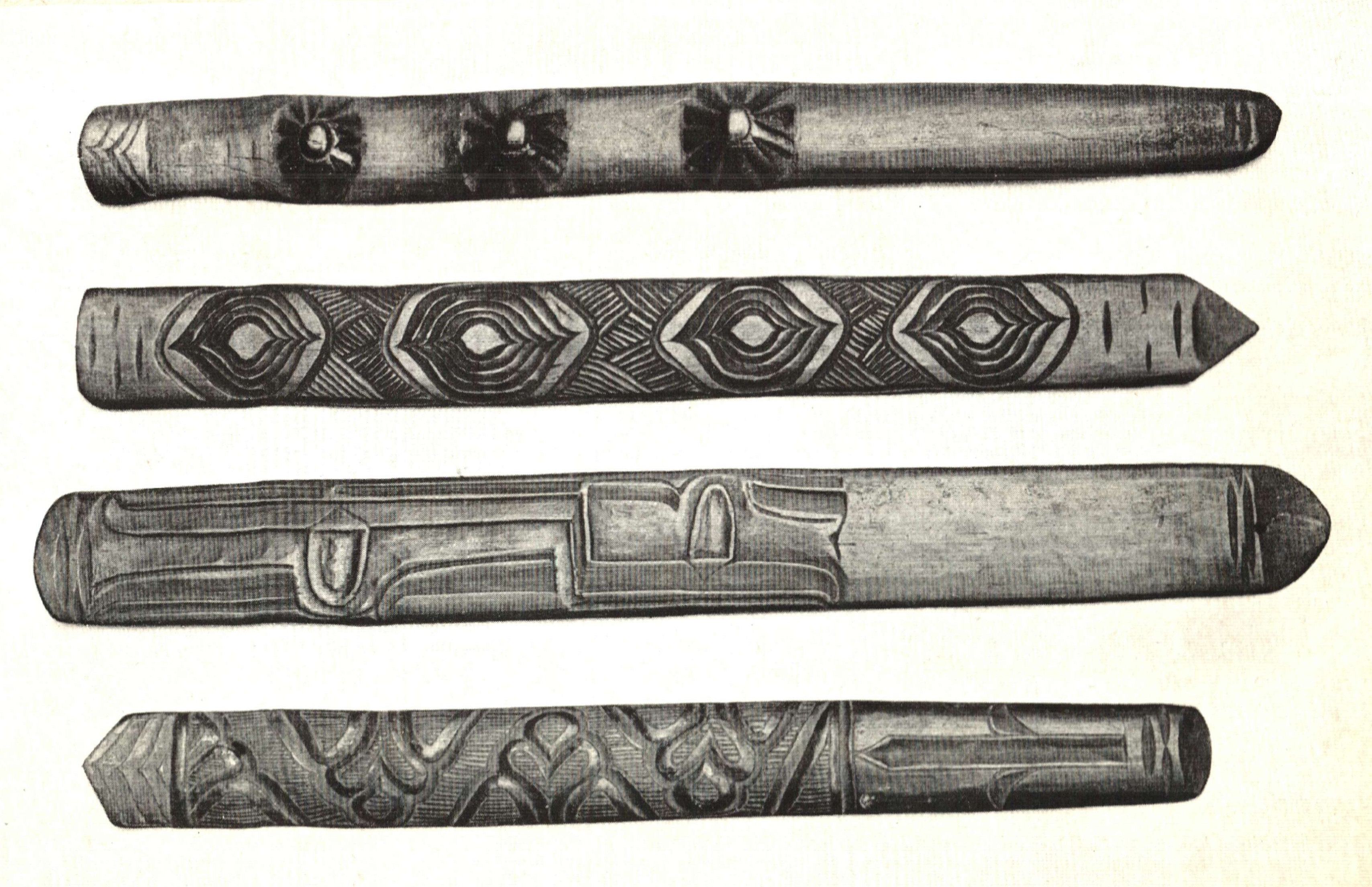
Zdjęcie ikupasuj w japońskim czasopiśmie Kōgei, 1942

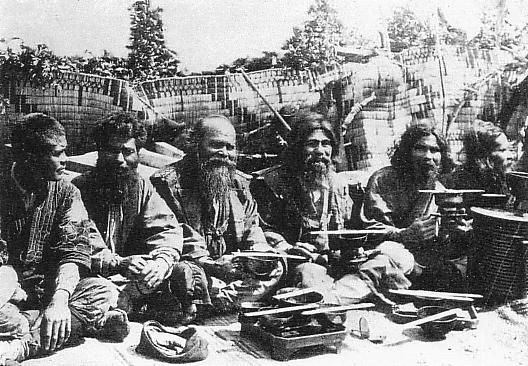
Ajnowie w czasie ceremonii iyomante, na naczynkach (tuki) widoczne ikupasui, 1930

Najnowsze badania nad kulturą Ajnów i ich wierzeniami animistycznymi dowodzą, iż ikupasuj oraz inau symbolizują ptaki, które pełnią rolę łączników między bogami a ludźmi, czyli posłańców.

## Kultura popularna
- Horohoro, fikcyjny Ajnu będący bohaterem anime i mangi Król szamanów, używa ikupasuj jako swojego medium szamańskiego.